# Білгородська духовна семінарія
Білгородська православна духовна семінарія (з місіонерською спрямованістю) — православна духовна освітня установа Російської православної церкви, покликана готувати священнослужителів, православних місіонерів, викладачів духовних навчальних закладів, інших працівників відділів та установ Московського патріархату, фахівців в галузі викладання Закону Божого в нерелігійних навчальних закладах і полкових священиків (капеланів).

## Історія

### Білгородський період
Семінарія була утворена в 1787 році. Її засновником є архієпископ Білгородський і Обоянський Феоктист Мочульський (1729-1818).

### Курський період
Курський період в діяльності семінарії розпочався з 1879 року, але остаточно духовна семінарія була переведена з Білгорода до Курська в 1883 році. З 1888 року і до закриття семінарію очолював протоієрей Яків Новицький. У 1918 році Курська духовна семінарія була закрита радянською владою.
Після переїзду семінарії в Курськ в Білгороді продовжувало роботу духовне повітове училище, на базі якого в 1906 році єпископом Питиримом було відкрито відділення Курської духовної семінарії. Воно діяло до російської революції 1917 року.

### Відновлення семінарії
З 17 липня 1996 року розпочинається нова історія білгородської семінарії: в цей день визначенням синоду РПЦ було прийнято рішення про відкриття в Білгороді місіонерської семінарії.
Відкриття Білгородської православної духовної семінарії (з місіонерською спрямованістю) відбулося 28 вересня 1996 року. Її Ректором був призначений єпископ (нині архієпископ) Бєлгородський і Старооскольський Іоанн Попов.
У 2000 році відбувся перший п'ятирічний випуск вихованців семінарії.

## Ректори

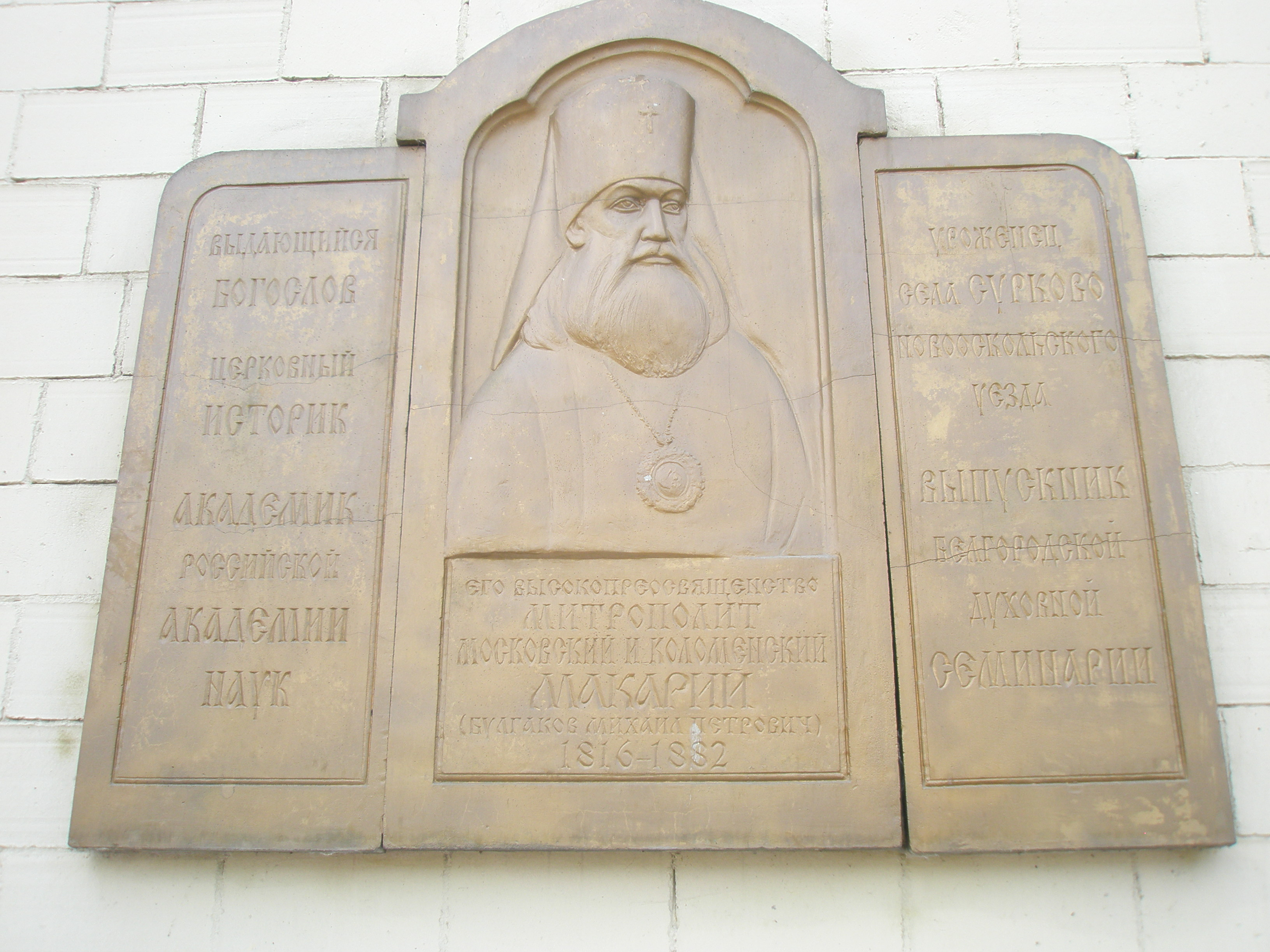
Митрополит Макарій Булгаков. Меморіальна дошка на будівлі Беігородської духовної семінарії

- Ігумен Білгородського Нікольського монастиря Іустин (1787-1797)
- Ієромонах Хотмижського монастиря Досіфей (1797-1798)
- Ігумен Білгородського Миколаївського монастиря Ієракс (1798)
- Протоієрей Іван Савченков (1798-1807)

 З 1799 до 1883 року називалася Курською духовною семінарією, але залишалася в Білгороді 
- Архімандрит Йосиф (Величковський) (1807-1809)
- Архімандрит Аполлос (1809-1810)
- Протоієрей Іван Савченков (1810-1829)
- Архімандрит Анатолій Мартиновський (18 травня 1829-1832)
- Архімандрит Елпідіфор Бенедиктов (14 квітня 1832 - 30 квітня 1837)

- Архімандрит Варлаам Успенський (4 травня 1837—1843)
- Архімандрит Ізраїль Лукін (1843—1845)
- Архімандрит Нікодим Казанцев (29 липня 1845—1850)
- Архімандрит Феофіл Надєждін (3 квітня 1850—1851)
- Архімандрит Флавіан Остроумов (14 липня 1851 — ?)
- Архімандрит Володимир Міловіднов (1864 — ?)
- Протоієрей Митрофан Невський (11 грудня 1868—1883)
- Митрополит Іоанн Попов (1996 - 2015)
- Протоієрей Олексій Курєнков (з 2.11.2015)
- Архімандрит Варлаам Успенський (4 травня 1837-1843)
- Архімандрит Ізраїль Лукін (1843-1845)
- Архімандрит Нікодим Казанцев (29 липня 1845-1850)
- Архімандрит Феофіл Надєждін (3 квітня 1850-1851)
- Архімандрит Флавіан Остроумов (14 липня 1851 -?)
- Архімандрит Володимир Міловіднов (1864 -?)
- Протоієрей Митрофан Невський  (11 грудня 1868-1883)
- Митрополит Іоанн Попов (1996 -2015)
- Протоієрей Олексій Курєнков (зі 2.11.2015)